# Toyota Tacoma
La Toyota Tacoma es una camioneta fabricada por el fabricante de automóviles japonés Toyota desde 1995. La Tacoma de primera generación (modelos de los años 1995 a 2004) se clasificó como una camioneta compacta. Los modelos de segunda generación (2005 a 2015) y tercera generación (desde 2015) se clasifican como camionetas medianas.
A partir de 2015, la Tacoma se vende en los Estados Unidos, Canadá, México, Costa Rica, Bermudas y la colectividad francesa de ultramar de Nueva Caledonia. La mayoría de mercados del mundo reciben la Toyota Hilux en lugar de la Tacoma.
El nombre «Tacoma» se derivó del nombre salish para el monte Rainier en el estado estadounidense de Washington.